# Aerovironment Helios

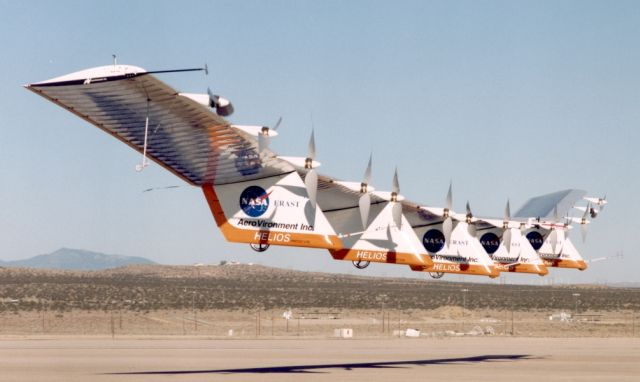
Helios

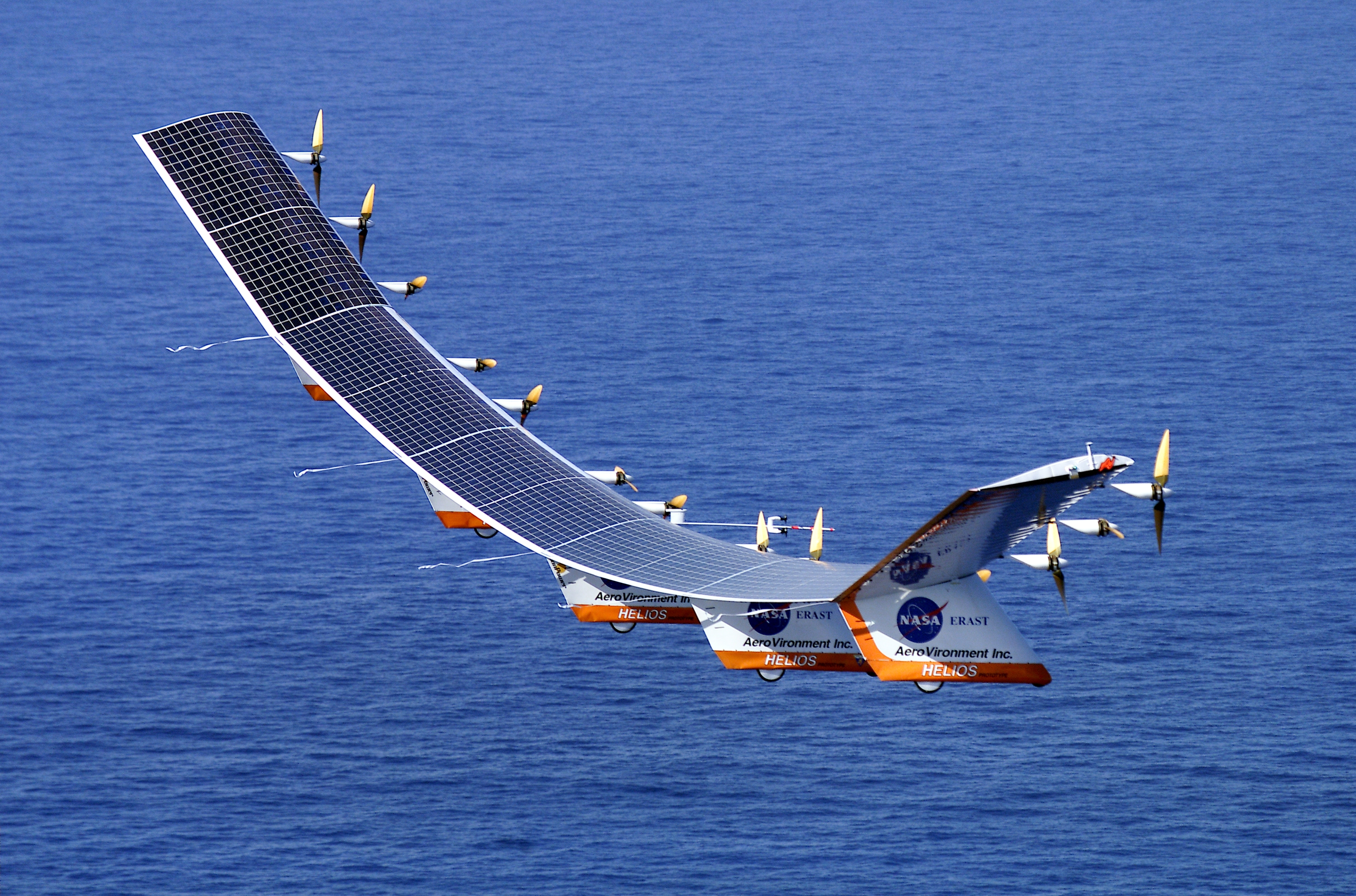
Helios

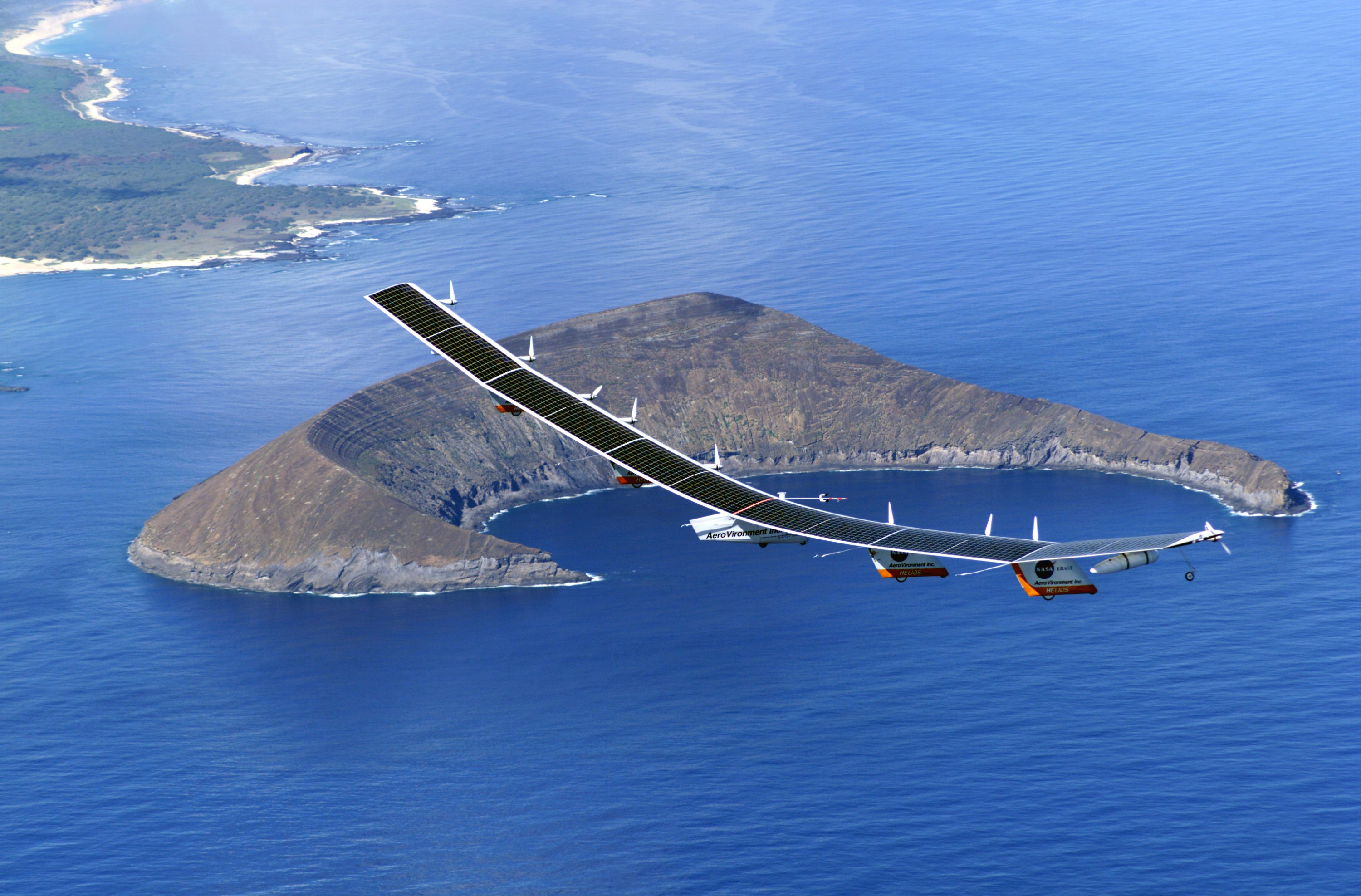
Helios

Helios war ein nach dem gleichnamigen Sonnengott der griechischen Mythologie benanntes Solarflugzeug, das von der NASA und der kalifornischen Firma Aerovironment entwickelt wurde. Es war ein unbemanntes Leichtflugzeug.

## Rekord
Mit diesem Fluggerät gelang es am 13. August 2001 über Hawaii, den Höhenweltrekord für nichtraketengetriebene Flugzeuge zu brechen. Mit einer erreichten Höhe von 29.413 Metern wurde der fast 25 Jahre alte Rekord von 25.929 Metern eines SR-71 Blackbird-Spionageflugzeuges überboten. Diese Art von Fluggerät soll eine Alternative zu Satelliten darstellen oder auch für Forschungsaufgaben in sehr großen Höhen eingesetzt werden.

## Daten
Die ersten Testflüge fanden im September 1999 mit Batteriebetrieb statt. Der spätere Rekordflug wurde ausschließlich durch Nutzung von Sonnenenergie durchgeführt. Allein der Aufstieg dauerte etwa 6 Stunden.
Das 580 kg schwere Fluggerät wurde von 14 Elektromotoren angetrieben. Die Spannweite betrug 75,3 Meter und war damit 10,9 m größer als bei einer Boeing 747-400.
Auf der Flügeloberfläche waren fast 66.000 Hochleistungs-Solarzellen der Firma SunPower mit einem Wirkungsgrad von 22 Prozent montiert, die bei voller Sonneneinstrahlung 30 kW elektrische Leistung zur Verfügung stellten. Der Preis der verwendeten Solarzellen lag bei knapp 9 Millionen Dollar. Die Fluggeschwindigkeit betrug etwa 30 bis 50 km/h. Die Angaben in den Quellen zur Spannweite, erreichten Höhe und altem SR-71-Rekord sind allerdings teilweise widersprüchlich, liegen jedoch in derselben Größenordnung.

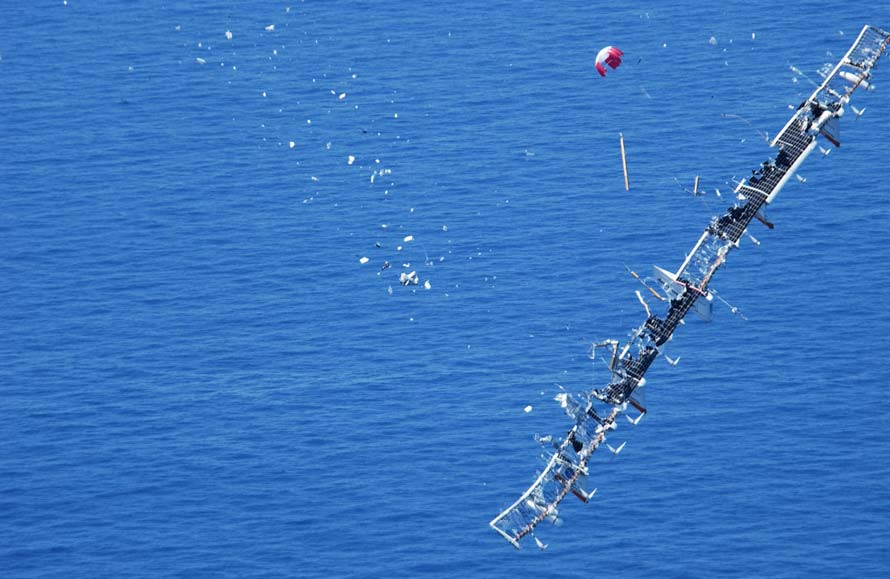
Absturz der Helios

Helios stürzte am 26. Juni 2003 etwa 10 Meilen westlich von Kauai, Hawaii in den Pazifik. Als Absturzursache wird von der NASA ein Problem mit der Steuerung des Flugzeugs angegeben. Die divergente Phygoidenschwingung konnte auch durch eingeleitete Notverfahren nicht mehr rechtzeitig gestoppt werden. Starke Geschwindigkeitsüberschreitungen führten schließlich zum Versagen der Struktur und damit zum Absturz.

## Videos
- Helios im Flug
- Helios fliegt über Kauai, Hawaii